# كارلو دورانت
كارلو دورانت (بالإيطالية: Carlo Durante)‏ هو منافس ألعاب قوى إيطالي، ولد في 27 يونيو 1946 في فولباغو دل مونتلو ‏ في إيطاليا.

## روابط خارجية
- كارلو دورانت على موقع Paralympic.org (الإنجليزية)